# إصدار طابع بريد
الإصدار لطوابع البريد، هو الإصدار الرسمي، أو emissio (من اللاتينية emissio - إصدار)، في علم الطوابع هو طرح طابع بريد للتداول كرمز لدفع رسوم البريد، وتعتبر جميع نسخ الطابع المتداول من هذا الطابع المطبوع لهذا الغرض في إطار أمر طباعة واحد.
كقاعدة عامة، يطبع (إصدار) الطوابع البريدية أو سلاسلها دفعة واحدة، ولكن هناك أيضًا حالات إدخال طوابع البريد المتداولة في التداول البريدي على مراحل، سواء تلك التي طبعت وصدرت بالفعل أو تلك التي تصدر أيضًا على مراحل (مع اختلاف عدة أيام أو أشهر أو سنويًا أو حتى أقل من ذلك). ويعتبر مجموع نسخ الطوابع (الطوابع) التي تطرح للتداول خلال كل مرحلة إصداراً منفصلاً وإصداراً مستقلاً بغض النظر عما إذا كانت هذه الإصدارات تختلف عن بعضها البعض في مظهرها وخصائصها.
وفي حالة الطوابع البريدية الرسمية، فتطبع وتصدر من قبل الحكومة من خلال هيئاتها المعتمدة (مثل وزارة الاتصالات، وبريد الدولة، وما إلى ذلك). يُطلق على مجموع هذه الهيئات اسم الإدارة البريدية.
تعتبر الهيئة أو الإدارة التي تطبع الطوابع البريدية قانونية فهي الجهة المصدرة للطوابع البريدية. ووفقاً لقواعد الاتحاد البريدي العالمي (UPU)، يجب أن تتوافر في جهة الإصدار، من بين خصائص إلزامية أخرى، السمات التالية:
- السيادة البريدية غير المحدودة داخل أراضيها، بما في ذلك الحق الحصري في إصدار الطوابع البريدية.
- امتلاك شبكة من المؤسسات البريدية الإقليمية الخاصة بها والوسائل اللازمة لجمع وتخزين ونقل وإصدار القرطاسية البريدية.
- أن تكون عضواً في الاتحاد البريدي العالمي أو تشارك في التداول البريدي الدولي من خلال عضو آخر في الاتحاد البريدي العالمي.
- أن يقدم إلى الاتحاد البريدي العالمي عينات من طوابع البريد الصادرة التي تحمل فئة اسم البلد المعني.

وعادةً ما تتبع الإدارات البريدية خطة معتمدة طويلة الأجل لإصدار طوابع البريد السنوية، تعكس تفاصيل سياسة الإصدار في الدولة. ويطلق على مجموع الطوابع التي تصدرها في السنة مجموعة سنوية، والتي قد تُعرض لاحقًا للبيع لهواة جمع الطوابع كقطعة واحدة.
منذ عقد العشرينيات من القرن العشرين، انتشرت على نطاق واسع عادة الاحتفال باليوم الأول لإصدار عدد معين كحدث هام - على سبيل المثال، تنظيم احتفالات رسمية للترويج للإصدار الجديد. وعادة ما توثق مثل هذه العروض لتتزامن مع الذكرى السنوية للحدث التذكاري الذي خُصص لهُ الإصدار، ويمكن أن ينظمها مسؤولو مكتب البريد بمشاركة الأطراف المهتمة، مثل أحفاد الشخصية العامة التي وضعت صورها على الطابع، والخبراء في إرثه، ورئيس المؤسسة التي يحتفل الإصدار بذكرى تأسيسها، وما إلى ذلك.

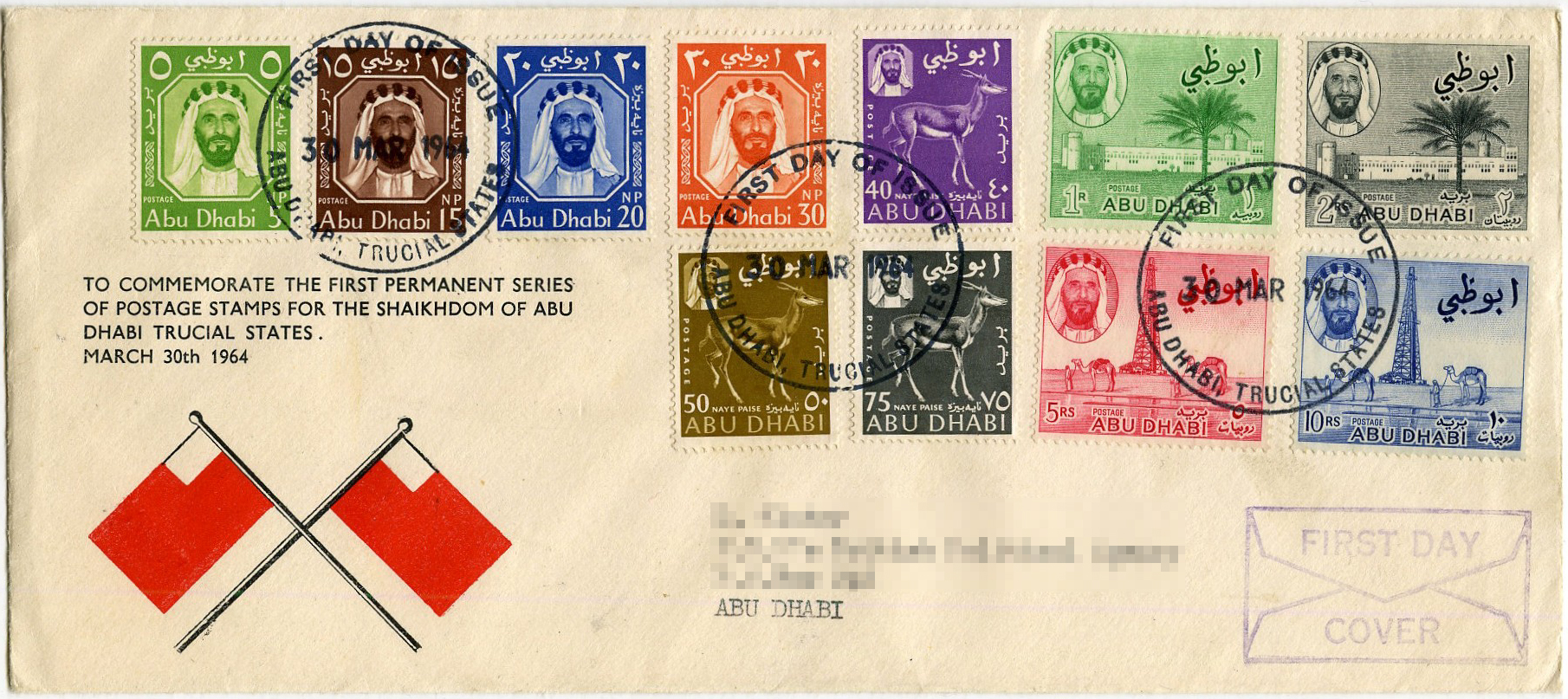
مظروف بريد بمناسبة اليوم الأول مع السلسلة الأولى من طوابع البريد القياسية لإمارة أبوظبي، الشيخ شحات بن سلطان آل نهيان (1964)

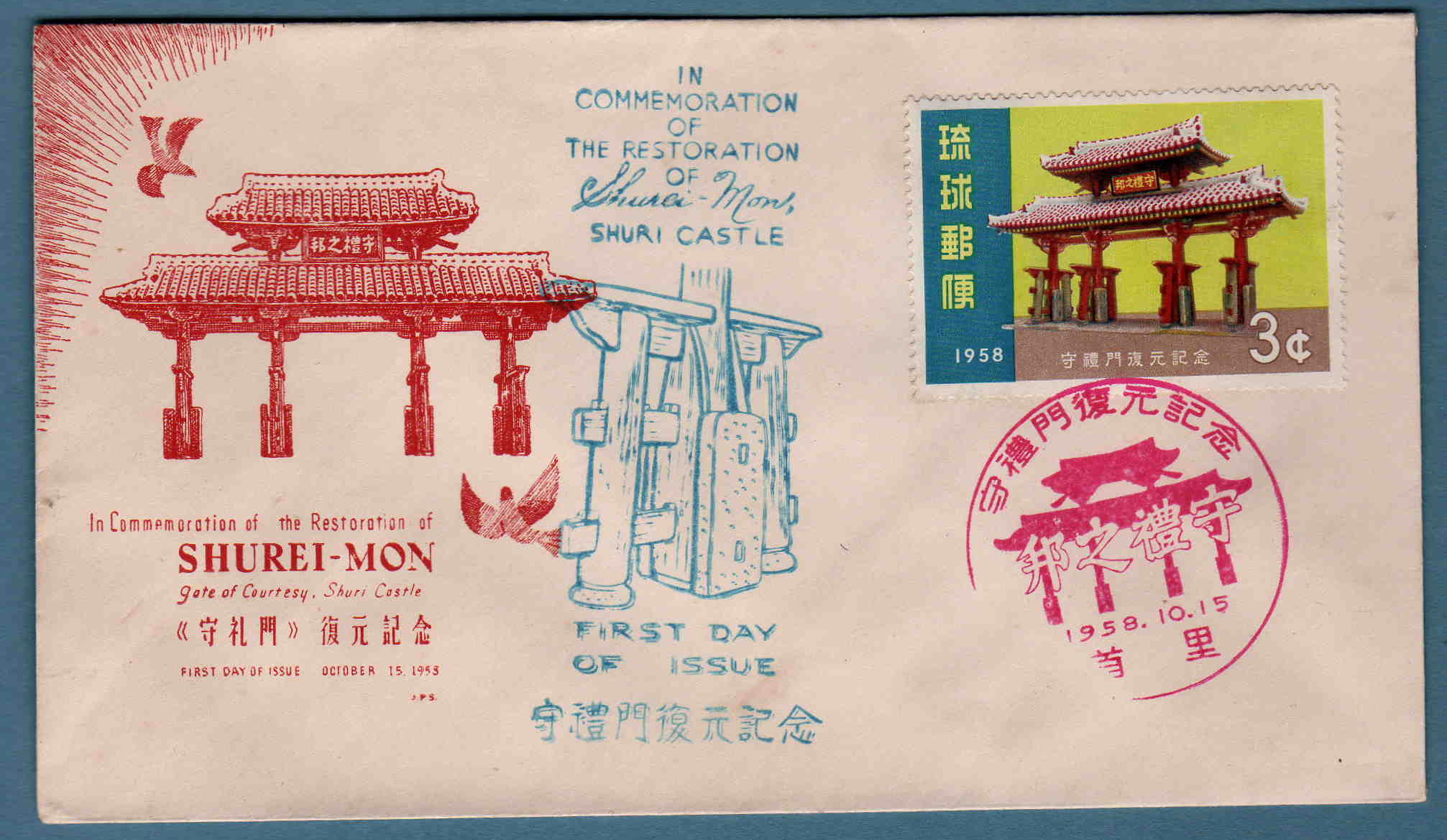
ظرف اليوم الأول لريوكيو لإحياء ذكرى ترميم قلعة شوري التي قصفتها الطائرات الأمريكية عام 1944 (1958)